# Людина, простір, час і знову людина
Людина, простір, час і знову людина (кор. 인간, 공간, 시간 그리고 인간) — південнокорейський драматичний фільм режисера Кім Кі Дука. Прем'єра фільму відбулася 17 лютого 2018 року у програмі «Панорама» на 68-му Берлінале.

## Сюжет
В круїз на колишньому військовому кораблі відправляється різномаста публіка, від сенатора що збирається взяти участь у виборах президента, до боса гангстерів зі своєю бандою та трьох повій що вирішили трохи підзаробити. Практично одразу після виходу з порту пасажири починають конфліктувати один з одним. Спочатку виникає непорозуміння між бойфрендом Еви та капітаном з приводу особливого ставлення до сенатора, молодому японцю не сподобалася велика різниця між умовами перебування на кораблі сенатора та решти пасажирів. У конфлікт втручається бос гангстерів який вирішив прислужитися перед сенатором, та починає відверто погрожувати японцю розправою. Якщо вдень конфлікт вдається зупинити то вночі на борту починається повний хаос. Бос гангстерів побачивши що Ева сподобалася сенатору, доручає членам банди викрасти Еву а сам тим часом вбиває та кидає за борт японця. Інші пасажири також не відстають та задовольняють найнижчі свої потреби, навіть члени команди забувши про обов'язок розважаються з повіями. Розібравшись з японцем, бос ґвалтує Еву та в непритомному стані дарує її сенатору який також ґвалтує її. Повернувшийся до каюти Адам бачить зґвалтовану батьком Еву, спочатку накидає на неї одяг, але бачачи оголену привабливу дівчину в безпорадному стані також не стримується. За всим що трапляється на борту спостерігає мовчазний старик, що за допомогою маленького віничка збирає пил по всьому кораблю.
На утро після бурхливої ночі, всі пасажири та команда з подивом відкривають що корабель летить високо в повітрі. З борту навіть не видно землі, та повністю відсутній будь-який зв'язок. Розуміючі що продовольства на кораблі обмаль, сенатор за допомогою гангстерів вирішує взяти судно під контроль. Захопивши владу, бандити спочатку урізають денну норму харчування вдвічі, а через декілька днів вирішують годувати пасажирів раз на три дні. Члени команди знайшовши ящик з гранатами спробували повернути собі владу над кораблем, але зазнали поразкі. Сенатор розуміючи що продовольства на борту все одно на довго не вистачить, а голодні пасажири влаштують бунт, вирішує вбити більшість пасажирів за допомогою віднятих у команди гранат. Серед всього хаосу що відбувається на борту, повний спокій зберігає лише мовчазний старик який продовжує збирати пил. Допомагати йому береться Ева, яка напередодні дізналася що завагітніла від одного з ґвалтівників. Виявляється що зібраний пил старик використовує в якості ґрунту, в який висіває насіння не тільки овочів а і фруктів. Але хто ж дочекається врожаю, коли на судні вже почався канібалізм.

## Головні ролі
- Міна Фуджії[en] — у ролі молодої японки Еви що подорожує зі своїм бойфрендом.
- Чан Гин Сок — у ролі сина сенатора Адама, що поїхав відпочити разом з батьком.[2].
- Ан Сон Кі[en] — у ролі мовчазного загадкового старика.
- Лі Сон Дже[en] — у ролі сенатора, батька Адама.
- Рю Син Бом[en] — у ролі боса гангстерів[3].
- Сон Кі Йон — у ролі капітана корабля.
- Чое Одагірі[en] — у ролі бойфренда Еви.